# 高岭市
高岭市（越南语：／）是越南同塔省省莅。

## 地理
高岭市北和东接高岭县，南接垃圩县，西接安江省𢄂买县。

## 历史
1976年，高岭市社并入高岭县。
1983年2月23日，高岭县以高岭市镇、和安社、美茶社和美新社析置高岭市社，高岭市镇分设为第一坊、第二坊、第三坊和第四坊，高岭市社下辖4坊3社。
1987年2月16日，高岭县新顺东社、新顺西社、静泰社3社和新义社5邑、芳茶社第四邑、第五邑、丰美社第五邑部分区域划归高岭市社管辖；高岭市社下辖11坊7社。
1994年4月29日，同塔省省莅由沙沥市社迁至高岭市社。
2004年11月30日，和安社析置和顺坊，美茶社析置美富坊。
2005年8月，高岭市社被评定为三级城市。
2007年1月16日，高岭市社改制为高岭市。
2020年1月22日，高岭市被评定为二级城市。
2024年11月14日，越南国会常务委员会通过决议，自2025年1月1日起，第二坊并入第一坊，美义社和第十一坊合并为美义坊。

## 行政区划
高岭市下辖7坊6社，市人民委员会位于第一坊。
- 第一坊（Phường 1）
- 第三坊（Phường 3）
- 第四坊（Phường 4）
- 第六坊（Phường 6）
- 和顺坊（Phường Hòa Thuận）
- 美义坊（Phường Mỹ Ngãi）
- 美富坊（Phường Mỹ Phú）
- 和安社（Xã Hòa An）
- 美新社（Xã Mỹ Tân）
- 美茶社（Xã Mỹ Trà）
- 新顺东社（Xã Tân Thuận Đông）
- 新顺西社（Xã Tân Thuận Tây）
- 静泰社（Xã Tịnh Thới）